# Xixia-Schrift

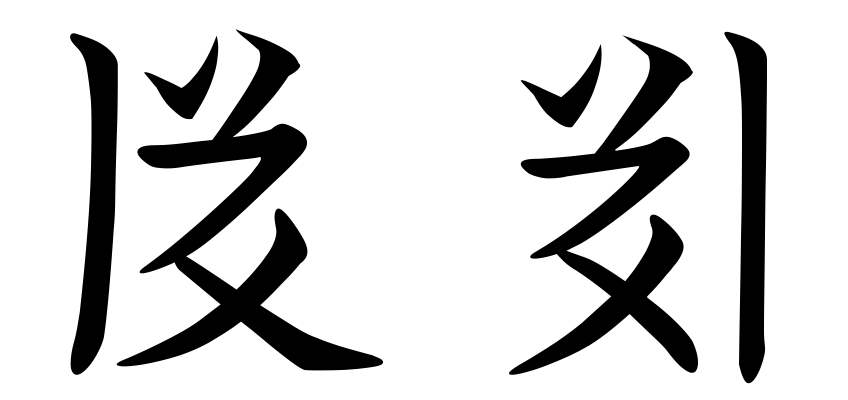
Xixia-Zeichen für „Finger“ und „Zeh“

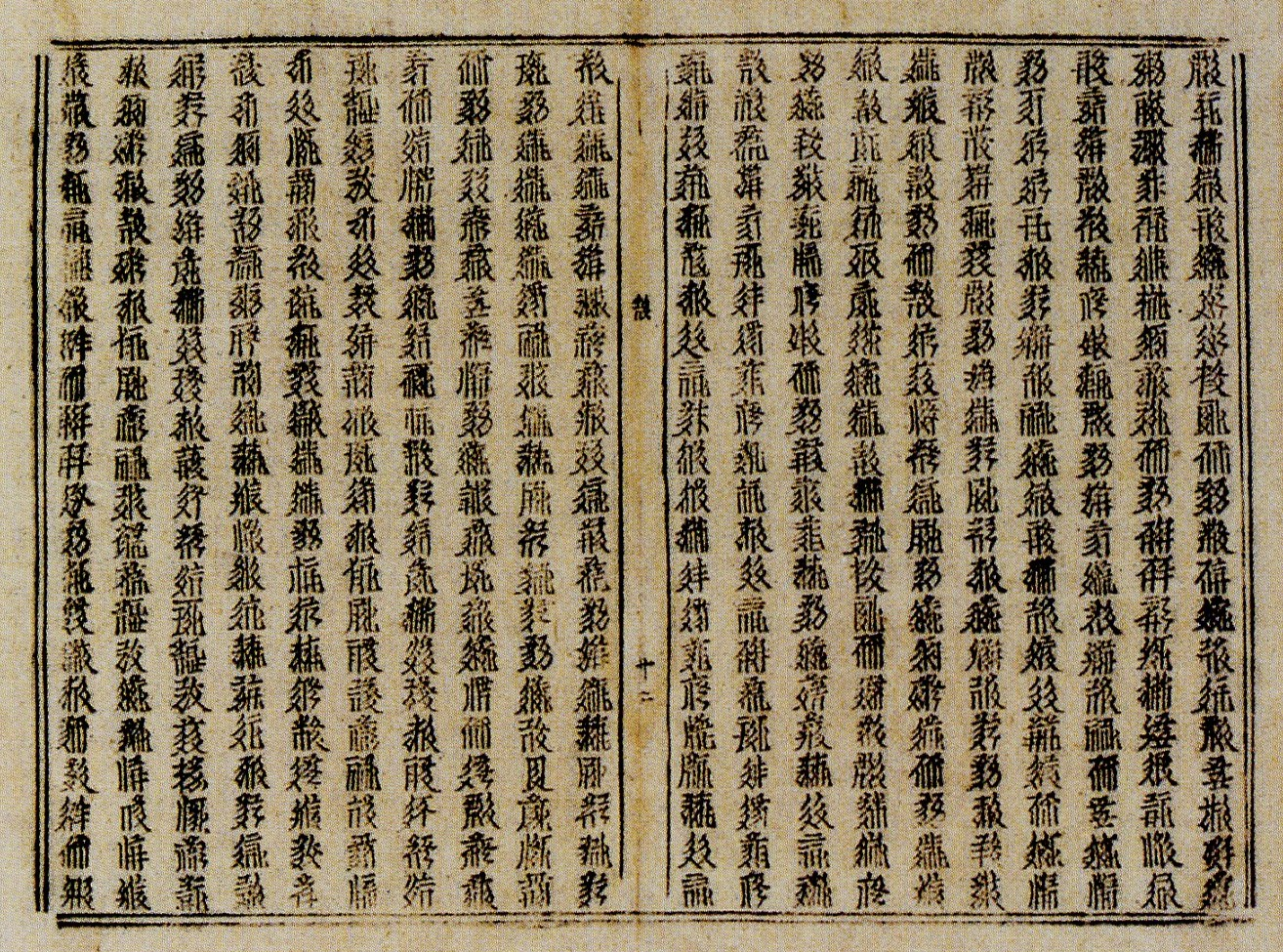
Buddhistischer Text in der Xixia-Schrift

Die Xixia-Schrift (ältere Schreibung: Hsi-hsia-Schrift; Tangutisch: 𗼇𘝞; Chinesisch: 西夏文; Pinyin: Xīxià Wén; wörtlich „Westliche Xia-Schrift“) war die Schrift der tangutischen Westlichen Xia-Dynastie im Nordwesten Chinas. 

## Geschichte
Als Li Yuanhao, der Anführer der Tanguten, im Jahr 1038 die Unabhängigkeit der Tanguten von China erklärte, ließ er zum Zeichen der Unabhängigkeit für sein Volk eine eigene Schrift entwickeln. Die Xixia-Schrift lässt den Einfluss der chinesischen Schrift von der äußeren Form der Schriftzeichen sofort erkennen, wenn auch die 6.000 verschiedenen Zeichen von den tangutischen Gelehrten selbst geschaffen wurden. 
Laut der Geschichte der Song (1346) wurde die Schrift im Jahr 1036 von dem hochrangigen Beamten Yeli Renrong entworfen. Die Schrift wurde in kurzer Zeit erfunden und schnell in Gebrauch genommen. Es wurden staatliche Schulen gegründet, um die Schrift zu lehren. Offizielle Dokumente wurden in der Schrift verfasst (wobei diplomatische Dokumente zweisprachig verfasst wurden). Zahlreiche buddhistische Schriften wurden aus dem Tibetischen und Chinesischen übersetzt und in der Schrift gedruckt. Nachdem Dschingis Khan das Reich der Tanguten 1226 besiegt hatte, blieb die literarische Tradition der Xixia-Schrift noch hundert Jahre bestehen.

## Struktur
Der größte Teil der tangutischen Schriftzeichen sind Logogramme. Es finden sich aber auch Elemente einer Silbenschrift.
Der britische Orientalist Gerard Clauson charakterisiert die Xixia-Schrift folgendermaßen:

„[Das Tangutische] zeichnet sich dadurch aus, dass es in einer der unbequemsten aller Schriften geschrieben wird, einer Sammlung von fast 5.800 Zeichen, die den chinesischen Zeichen ähneln, aber komplizierter sind; nur sehr wenige bestehen aus nur vier Strichen und die meisten aus sehr viel mehr, in einigen Fällen fast zwanzig... Es gibt nur wenige erkennbare Hinweise auf Klang und Bedeutung in den Bestandteilen eines Zeichens, und in einigen Fällen haben Zeichen, die sich nur in geringfügigen Details der Form oder durch ein oder zwei Striche voneinander unterscheiden, völlig unterschiedliche Klänge und Bedeutungen.“

## Zahlen
Im Folgenden sind die Zeichen aufgeführt, mit denen die Grundzahlen geschrieben werden. Es gibt zwei verschiedene Wörter für zehn: 𗰗 *gha ist das normale Wort, aber 𗰭 *sha wird manchmal verwendet, vor allem für die Anzahl der Tage in Datumsangaben, z. B. 𗰗𗼑𗰭𗾞 (gha lhi sha ny) „10ter Tag des 10ten Monats“.
| Zahl        | Zeichen | Lesung          |
| ----------- | ------- | --------------- |
| 1           | 𘈩      | *lew            |
| 2           | 𗍫      | *ny / njɨ̱       |
| 3           | 𘕕      | *so / sọ        |
| 4           | 𗥃      | *lyr / ljɨr     |
| 5           | 𗏁      | *ngwy / ŋwǝ     |
| 6           | 𗤁      | *chhiw / tśhjiw |
| 7           | 𗒹      | *sha / śjạ      |
| 8           | 𘉋      | *ar / ˑjar      |
| 9           | 𗢭      | *gy / gjɨ       |
| 10          | 𗰗      | *gha / ɣạ       |
| 10          | 𗰭      | *sha            |
| 100         | 𘊝      | *ir / ˑjir      |
| 1.000       | 𗡞      | *tu / tụ        |
| 10.000      | 𗕑      | *khy / khjɨ     |
| 100.000.000 | 𗦲      | *rir / rjir     |